# Nicopolis (Pont)
Pour les articles homonymes, voir Nicopolis.
Nicopolis (grec moderne : Νικόπολις, « cité de la victoire ») était une colonie romaine fondée par Pompée en 63 av. J.-C. en Arménie Mineure (dans le Nord-est de la Turquie actuelle) à la fin de la Troisième guerre de Mithridate. Aujourd'hui, le site est identifié à la ville de Koyulhisar.

## Histoire
La ville est fondée par Pompée après sa victoire décisive sur Mithridate VI du Pont. Elle est située dans une plaine bien arrosée qui se trouve au pied d'une montagne très boisée et colonisée par les vétérans de son armée, ainsi que par la paysannerie locale. Toutes les voies romaines qui interconnectent cette partie du pays et conduisent à Comana, Polemonium, Néocésarée, Sébaste, etc. rayonnent à partir de Nicopolis. Ainsi, même au temps de Strabon, la ville compte une assez grande population.
Confiée à Polémon par Marc Antoine en 36 av. J.-C., Nicopolis est gouvernée à partir de 54 apr. J.-C. par Aristobule de Chalcis et définitivement annexée à l'Empire romain par Néron en  72 apr. J.-C. Outre l'autel des Augusti, des temples y ont été élevés à Zeus Nicéphore et à la victoire. 
Le christianisme atteint rapidement Nicopolis et, sous le règne de  Licinius, autour de 319, 45 habitants de la ville sont martyrisés. L'Église orthodoxe et l’Église catholique romaine les vénère le 10 juillet. Basile de Césarée appelle les prêtres de Nicopolis les fils des confesseurs et des martyrs, et leur église la mère de celle de Colonée. Vers 472, Jean le Silenciaire, qui avait vendu ses biens, y érige une église à la Sainte Vierge.
En 499, Nicopolis est détruite par un tremblement de terre qui ne laisse aucun survivant hormis l'évêque et ses deux secrétaires. Ce désastre est irréparable, et bien que Justinien reconstruit les murs et élève un monastère à la mémoire des Quarante-cinq-Martyrs, Nicopolis n'a jamais retrouvé sa splendeur d'antan et est remplacée par Colonée.
Sous Héraclius, elle est prise par les forces de Chosroès II et devient une petite ville sans intérêt et un diocèse suffragant de Sébaste. Elle le reste au moins jusqu'au XIe siècle, comme on le voit dans les diverses Notitiae Episcopatuum. Du IXe au XIe siècle, elle appartient au thème de Colonée.
Sous les Ottomans, le site de Nicopolis est occupé par le village arménien de Purkh, près de la ville d'Enderes, dans le sandjak de Kara-Hissar et le vilayet de Sivas.

## Évêques
Parmi les huit évêques mentionnés par Le Quien, on trouve saint Grégoire qui, au XIe siècle, démissionne de son évêché et fait retraite à Pithiviers en France[réf. nécessaire]. L'Église catholique le vénère le 14 mars. L'Église catholique conserve Nicopolis comme un siège titulaire.